# Европейский пенсионный фонд
Европе́йский пенсио́нный фонд (англ. European Pension Fund) — российский негосударственный пенсионный фонд (НПФ), существовавший в 1994—2016 годах. Полное наименование — Негосударственный пенсионный фонд «Европейский пенсионный фонд» (Акционерное общество) (англ. Non-state Pension Fund «European Pension Fund» (Joint Stock Company)). Штаб-квартира фонда располагалась в городе Москве. Фонд находился в реестре негосударственных пенсионных фондов и являлся членом саморегулируемой организации Национальная ассоциация негосударственных пенсионных фондов (НАПФ).
6 сентября 2016 года ликвидирован путём присоединения к негосударственному пенсионному фонду «Сафмар».

## История
Фонд ведет деятельность с 1994 года. До 2010 года имел название НПФ «Пенсионная касса», преимущественно обслуживал корпоративных клиентов. В 2010 году Фонд был переименован в НПФ «Европейский пенсионный фонд» и, с учетом развития пенсионной реформы в России, активизировал работу на розничном рынке по обязательному пенсионному страхованию (ОПС).
В рамках федеральной программы регионального развития, стартовавшей в конце июня 2011 года, Европейский пенсионный фонд открыл свои первые региональные подразделения. Подписано соглашение о взаимодействии и сотрудничестве в сфере комплексного пенсионного обеспечения работников предприятий группы компаний Челябинского трубопрокатного завода (ЧТПЗ). Европейский банк реконструкции и развития (ЕБРР) и НПФ «Европейский пенсионный фонд» подписали договор, в рамках которого ЕБРР приобрел долю в 26,7 % в капитале холдинга НПФ «Европейский пенсионный фонд». Сделка стала первой прямой инвестицией Банка в российский пенсионный рынок и третьей в пенсионный сектор в Восточной Европе. В 2012 году доля ЕБРР выросла до 30 %.
В 2012 году в число финансовых учреждений-партнеров Фонда вошли банки Ренессанс Капитал и Кредит Европа Банк, финансовая группа «Лайф». В июле 2012 года за обеспечение должного уровня инвестиционных деятельности российским рейтинговым агентством «Эксперт РА» Фонду был присвоен рейтинг надежности на уровне А+ «Очень высокий уровень надежности», прогноз «Стабильный». С 2012 года НПФ «Европейский пенсионный фонд» является участником Американской торговой палаты в России American Chamber of Commerce in Russia(AmCham).В ноябре 2012 года Европейский пенсионный фонд первым среди пенсионных фондов России предложил собственное мобильное приложение для установки на мобильные устройства, работающие на iOS и Android.
С решением правительства о «заморозке» (введении моратория) на пенсионные накопления граждан, Европейский пенсионный фонд, в лице председателя совета директоров Евгения Якушева, давал комментарии СМИ, участвовал в заседаниях и конференциях экспертов на пенсионную тематику. Весь 2013 и 2014 год эксперты пенсионного рынка, в том числе и Евгений Якушев анализировали решения правительства о состоянии накопительного элемента пенсионной системы РФ.
В течение 2014 года Европейский пенсионный фонд в соответствии с новым российским пенсионным законодательством, прошел процедуру акционирования и в итоге стал акционерным обществом (АО).
В начале 2015 года фонд прошел проверку регулятора Банка России и с февраля 2015 года включен в систему гарантирования пенсионных накоплений. По итогам 2009—2014 гг фонд удвоил пенсионные накопления своих клиентов: накопленная доходность за этот период превысила 100 %.
Центральный Банк Российской Федерации 18 августа 2016 года принял решение об удовлетворении ходатайства о реорганизации АО НПФ «САФМАР» в форме присоединения к нему трёх фондов: НПФ «Европейский пенсионный фонд» (АО), НПФ «РЕГИОНФОНД» (АО) и АО «НПФ «Образование и наука». Ранее, в мае 2016 года, реорганизацию фондов согласовала Федеральная антимонопольная служба. 6 сентября 2016 года негосударственный пенсионный фонд «Сафмар» объявил о завершении реорганизации в форме присоединения к нему трёх негосударственных пенсионных фондов: НПФ «Европейский пенсионный фонд» (АО), НПФ «РЕГИОНФОНД» (АО) и АО «НПФ «Образование и наука». Объем пенсионных активов под управлением объединённого фонда составил 185,6 млрд руб.

## Деятельность
НПФ «Европейский пенсионный фонд» (АО) имеет лицензию Банка России без ограничения срока действия, на осуществление деятельности по пенсионному обеспечению и пенсионному страхованию (Лицензия № 355/2 от 04.11.2004).
В соответствии с законодательством РФ, фонд осуществляет деятельность по обязательному пенсионному страхованию граждан (ОПС) и негосударственному пенсионному обеспечению физических и юридических лиц.

### Основные показатели
Деятельность по ОПС (на конец 2014 года)
- Количество застрахованных лиц по ОПС: примерно 247 тыс. человек.
- Объём средств пенсионных накоплений: 16,2 млрд руб.

Деятельность по НПО (на конец 2014 года).
- Объём средств пенсионных резервов: 230 млн руб.
- Количество участников по НПО: примерно 21 тыс. человек.
- Количество вкладчиков по НПО: примерно 13 тыс. человек.

### Рейтинги
В 2012 году рейтинговое агентство «Эксперт РА» присвоило НПФ «Европейский пенсионный фонд» уровень надежности A+.
В феврале 2015 года рейтинг надежности был подтверждён; эксперты «РА» прогнозируют высокую вероятность повышения рейтинга до уровня А++ в среднесрочной перспективе.

### Издания
В целях повышения финансовой грамотности населения, фонд занимается издательской деятельностью, выпускает собственную литературу по социальному страхованию и долгосрочному финансовому планированию
1. Пенсионная система России: вызовы XXI века и пути модернизации. Автор: В. Д. Роик. Издательство: Питер. Дата издания: 2012 г.
2. Экономика, финансы и право социального страхования: Институты и страховые механизмы[20]. Автор: В. Д. Роик. Издательство: Альпина Паблишер. Дата издания: 2013 г.
3. Обязательное и Добровольное пенсионное страхование: Институты и Финансы. Автор: В. Д. Роик. Издательство: Альпина Паблишер. 2014 г.
4. Досрочные пенсии: пути формирования страховых механизмов и институтов. Автор: В. Д. Роик. Издательство: Известия. Дата издания: 2014 г.